# Diplazium batuayauense
Diplazium batuayauense är en majbräkenväxtart som beskrevs av Praptosuwiryo.
Diplazium batuayauense ingår i släktet Diplazium och familjen Athyriaceae. Inga underarter finns listade i Catalogue of Life.